# Dorperschaf
Das Dorperschaf ist eine aus Südafrika stammende Schafrasse, die in den 1930er Jahren aus dem Dorset Horn und dem Blackhead Persian (siehe Somaliaschaf) gezüchtet wurde.
Seinen Namen erhielt das Dorperschaf aus den Anfangsbuchstaben der beiden Ausgangsrassen (Dorset Horn und Blackhead Persian). Ziel war es, eine besser an das aride Klima der Region angepasste Rasse zu züchten. Es ist ein schnell wachsendes, Fleisch produzierendes, anspruchsloses Schaf.